# Euxoa detersa
Euxoa detersa är en fjärilsart som beskrevs av Walker 1856. Euxoa detersa ingår i släktet Euxoa och familjen nattflyn. Inga underarter finns listade i Catalogue of Life.

## Bildgalleri

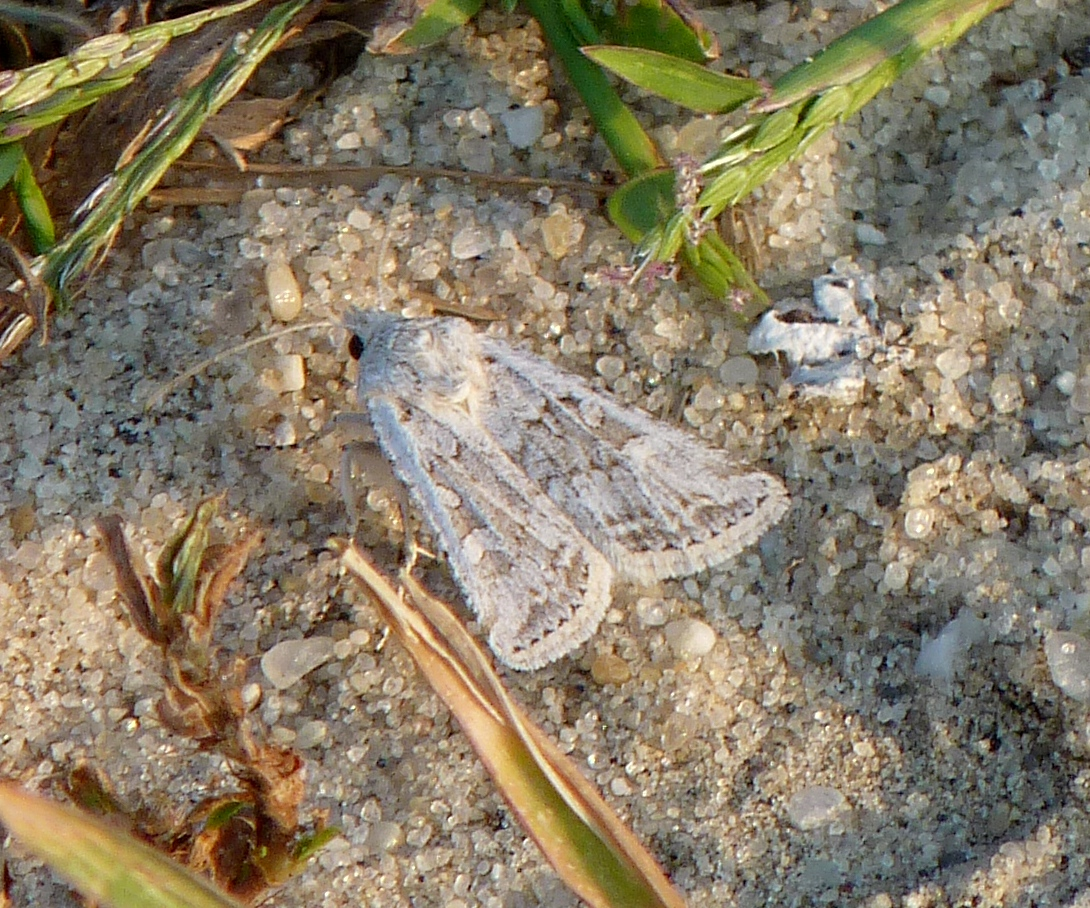
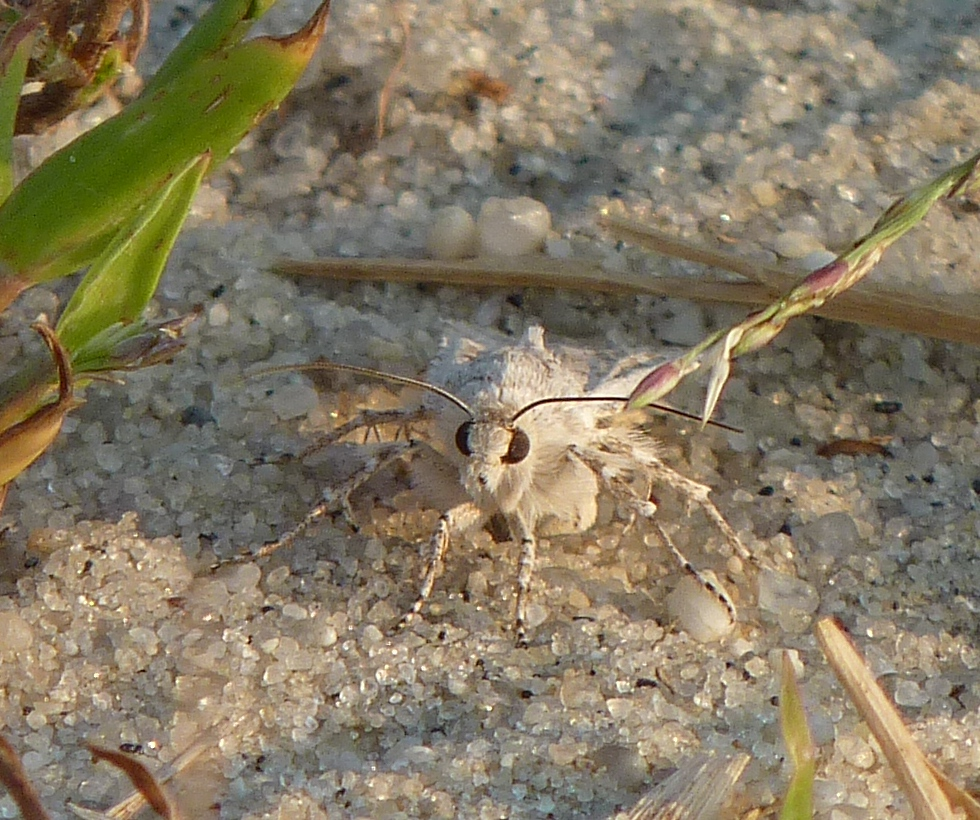
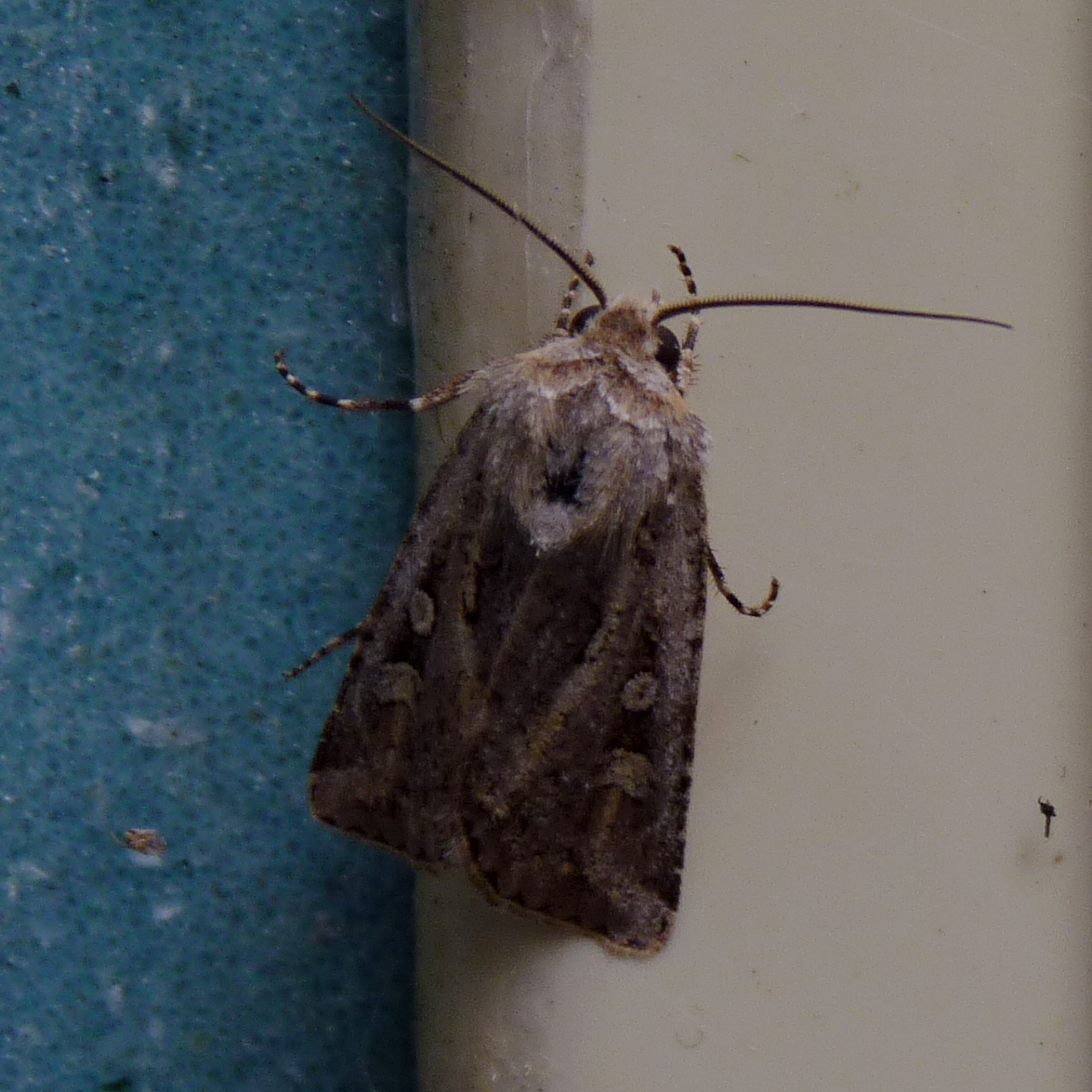